# Triolismo

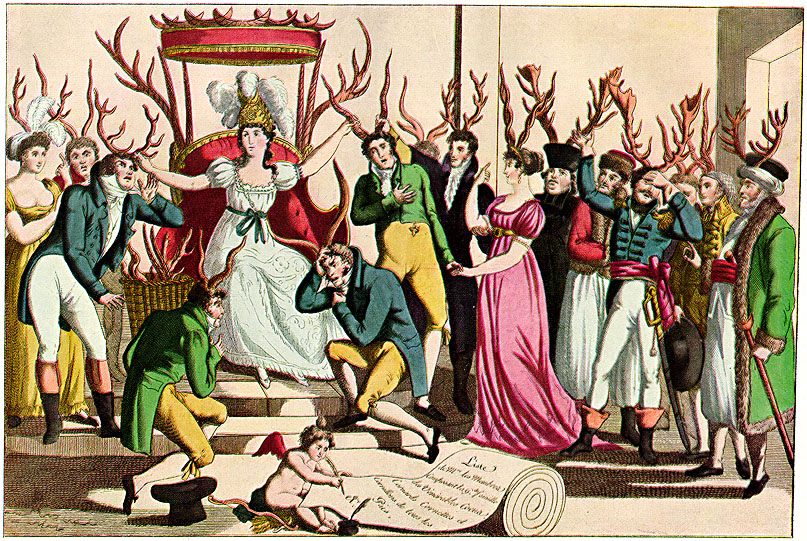
Satira francese contro la triolagnia, 1815 circa

Con triolismo, o triolagnia, o, specialmente negli ambiti BDSM, anche cuckoldismo o cuckolding, si indica la parafilia per cui una persona, consapevolmente e volontariamente, induce il proprio partner a vivere esperienze sessuali con altre persone, allo scopo di riceverne gratificazione sessuale.

## Nomenclatura
Il triolismo fa parte dell'ambito della pluri-erotorecettorialità, per cui è necessaria l'attività di stimolazione di più agenti sessuali in uno stesso momento per raggiungere l'orgasmo; in particolare il triolismo è una forma particolare di triangolismo e consiste nell'eccitamento erotico dovuto all'esser presenti (osservati o no) all'attività sessuale di due persone esterne, seguita dall'accoppiamento con la persona passiva; la triolagnia invece, più esattamente, consiste nel provare piacere nel guardare la propria compagna o il proprio compagno coinvolti in attività sessuali.

## Caratteristiche
Si può trattare di una forma di voyeurismo, o di volontà di soddisfare la partner in maniera adeguata all'interno di coppie aperte, ma talvolta anche una forma di masochismo psicologico, o feticismo.
Può talvolta intrecciarsi col candaulesimo; si differenzia dal threesome o dalle pratiche sessuali di gruppo, perché aspetto della pratica è proprio il non parteciparvi direttamente, anche se a volte può sfociare in essi.

## Terminologia
In psicologia clinica si usa il termine triolagnia, composto dal greco antico: τρεῖς?, treîs, "tre" e λαγνεία, lagneía, "coito, lascivia".
Negli ambienti legati alla pornografia in rete e nella sottocultura BDSM è comune l'adozione del termine inglese cuckold (pronuncia inglese [ˈkʌkəʊld]), che significa «cornuto, tradito dal partner». La parola deriva dal francese medievale cucuault, letteralmente «cuculaccio», in riferimento alla femmina del cuculo che si dice cambi spesso compagni, o all'abitudine, osservata scientificamente, del cuculo di lasciare le uova nel nido di un altro uccello.
In questi ambiti, la persona che gode nel vedere la compagna compiere atti sessuali con un altro individuo è detto cuckold, termine spesso riferito all'uomo; per la donna che gode nel vedere il compagno con un'altra donna si utilizza più comunemente cuckquean o reverse cuckold. Il secondo uomo è detto bull («toro»).